# Сазерленд (Юта)
Сазерленд (англ. Sutherland) — переписна місцевість (CDP) в США, в окрузі Міллард штату Юта. Населення — 147 осіб (2020).

## Географія
Сазерленд розташований за координатами 39°23′22″ пн. ш. 112°38′24″ зх. д. / 39.38944° пн. ш. 112.64000° зх. д. (39.389581, -112.639940).  За даними Бюро перепису населення США в 2010 році переписна місцевість мала площу 5,62 км², уся площа — суходіл.

## Демографія
Згідно з переписом 2010 року, у переписній місцевості мешкало 165 осіб у 50 домогосподарствах у складі 44 родин. Густота населення становила 29 осіб/км².  Було 53 помешкання (9/км²).
Расовий склад населення:
| - 95,8 % — білих - 3,0 % — осіб інших рас |

До двох чи більше рас належало 1,2 %. Частка іспаномовних становила 6,1 % від усіх жителів.
За віковим діапазоном населення розподілялося таким чином: 32,7 % — особи молодші 18 років, 52,1 % — особи у віці 18—64 років, 15,2 % — особи у віці 65 років та старші. Медіана віку мешканця становила 31,1 року. На 100 осіб жіночої статі у переписній місцевості припадало 89,7 чоловіків;  на 100 жінок у віці від 18 років та старших — 98,2 чоловіків також старших 18 років.
Середній дохід на одне домашнє господарство  становив 56 745 доларів США (медіана — 63 606), а середній дохід на одну сім'ю — 79 812 долари (медіана — 66 875). 
Цивільне працевлаштоване населення становило 152 особи. Основні галузі зайнятості: роздрібна торгівля — 41,4 %, науковці, спеціалісти, менеджери — 21,1 %, освіта, охорона здоров'я та соціальна допомога — 14,5 %, фінанси, страхування та нерухомість — 13,2 %.